# 에미레이트 항공
에미레이트 항공(영어: Emirates, 아랍어: طيران الإمارات)은 아랍에미리트의 항공사이자, 에미레이트 그룹의 자회사로 두바이 국제공항을 허브 공항으로 사용하고 있다. 또한 축구 클럽 레알 마드리드 CF, 아스널 FC, AC 밀란, 올림피아코스 FC, 함부르크 SV, 파리 생제르맹 FC, SL 벤피카와 스폰서 계약을 맺었다. 우수한 기내 서비스, 빠른 성장세, 지속적인 흑자 경영으로 항공 업계를 선도하고 있으며, 모든 대륙을 취항하고 있는 항공사중 하나이다.

## 역사
1985년 5월 25일에 설립되었고 같은 해 10월 25일 2대의 항공기를 임차해 두바이에서 운항을 시작했다. 두바이 정부는 초기에 투자를 한 후 독립 기업으로 간주했다. 그래서 아흐메드 빈 사이드 알 마크툼이 회사 경영을 맡게 되었고 지금까지 회사를 이끌어오고 있다. 설립 이후 수 년에 걸쳐 보유 항공기와 취항지를 확대했다. 1988년부터 매년 흑자를 기록하며 빠르게 성장하면서 20년 동안 흑자를 기록하고 있다. 대한민국 노선을 개설한 것은 2005년 5월 1일부터 시작되었고 대한항공과 공동 운항하고 있다. 2007년 130대 이상의 항공기를 구매하는 등 적극적으로 항공기를 구매하고 있다. 실적과 서비스를 인정받아 지금까지 수많은 상을 수상하기도 했다. 지속적으로 신규 노선을 확대하며 성장세를 이어가고 있다. 에어버스의 에어버스 A380과 보잉사의 쌍발 제트기 보잉 777을 함께 보유하고 있다. 2008년 7월 28일 처음으로 에어버스 A380을 인도받았다.2016년 영국의 항공전문 평가 기관인 스카이트랙스에 의해 세계 제 1위 항공사로 선정되었다.

## 운항 노선
- 2024년 2월 에미레이트 항공은 다음과 같은 노선을 운항하고 있다.

### 코드쉐어 협정
- 에미레이트 항공은 다음과 같은 항공사와 코드쉐어 협정을 맺고 있다.[1]

| - S7 항공 (원월드) - TAP 포르투갈 항공 (스타얼라이언스) - 남아프리카 항공 (스타얼라이언스) - 대한항공 (스카이팀) - 말레이시아 항공 (원월드) - 방콕 항공 - 알래스카 항공 (원월드) - 에어 모리셔스 - 에어 몰타 - 오만 항공 | - 웨스트 제트 - 일본항공 (원월드) - 제트블루 항공 - 제트스타 항공 - 코파 항공 (스타얼라이언스) - 콴타스 항공 (원월드) - 타이 항공 (스타얼라이언스) - 필리핀 항공 |  |

## 마일리지
에미레이트 항공의 마일리지인 Skywards는 3년의 유효 기간이 적용되며, 회원 가입시 마일리지를 보너스로 증정한다. 하지만 인터넷으로 예매할 때 곧바로 해당 항공권의 부킹 클래스를 알 수 없다는 단점이 있으며, 결제가 끝난 후에 해당 티켓의 부킹 클래스가 나오므로 마일리지 적립을 생각한다면 조심해야 한다. 대한항공, 콴타스 항공, 일본항공 등과 마일리지를 제휴하고 있으나 대한항공은 이코노미 클래스 항공권의 경우 부킹 클래스가 Y인 것(영어: Full-fare)만 적립되기 때문에 이코노미석의 할인항공권은 스카이패스에 아예 올릴 수 없다. 부킹 클래스가 Y인 이코노미 항공권은 인터넷 예약을 지원하지 않아 전화 예약을 해야 한다. 비즈니스와 퍼스트는 이코노미석에 비해 마일리지 적립 제약이 덜한 편이다.
에미레이트의 Skywards로 적립했다면, Skywards 마일리지를 이용하여 대한항공을 포함한 제휴 항공사들의 보너스 항공권으로 교환할 수 있다. 이 역시 전화로 연락해야 한다. 2012년에 오스트레일리아의 콴타스 항공과 업무제휴를 맺었다. 이에 따라 콴타스 항공의 캥거루 루트 중간 기착지가 두바이 국제공항으로 변경되었으며, 콴타스 항공 - 에미레이트 항공 간 마일리지 적립도 가능하다.

## 보유 기종
- 2024년 11월 기준으로 에미레이트 항공은 다음과 같은 기종을 보유하고 있으며 평균 기령은 6.5년이다.[2][3][4]

## 사건 및 사고
- 2009년 3월 20일, 에미레이트 항공 407편이 오클랜드 국제공항을 출발해 멜버른 공항을 거쳐 두바이 국제공항을 가는 노선이였는데 멜버른 공항에서 이륙하는 과정에서 활주로에 있던 펜스와 충돌했다.
- 2016년 8월 3일, 에미레이트 항공 521편이 두바이 국제공항에 착륙하던 과정상 불시착하여 기체가 폭발, 전소되었으나 승객 및 승무원 전원 생존, 소방관 1명이 순직하였다.

## 갤러리

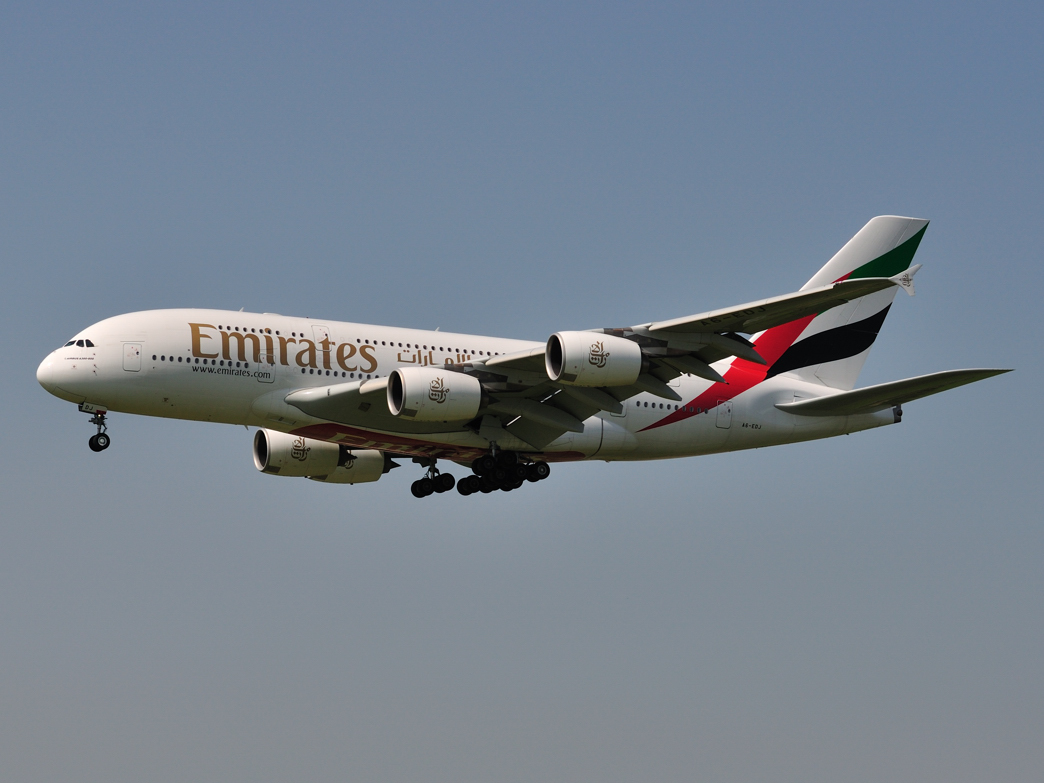
에미레이트 항공 소속 에어버스 A380-800 항공기
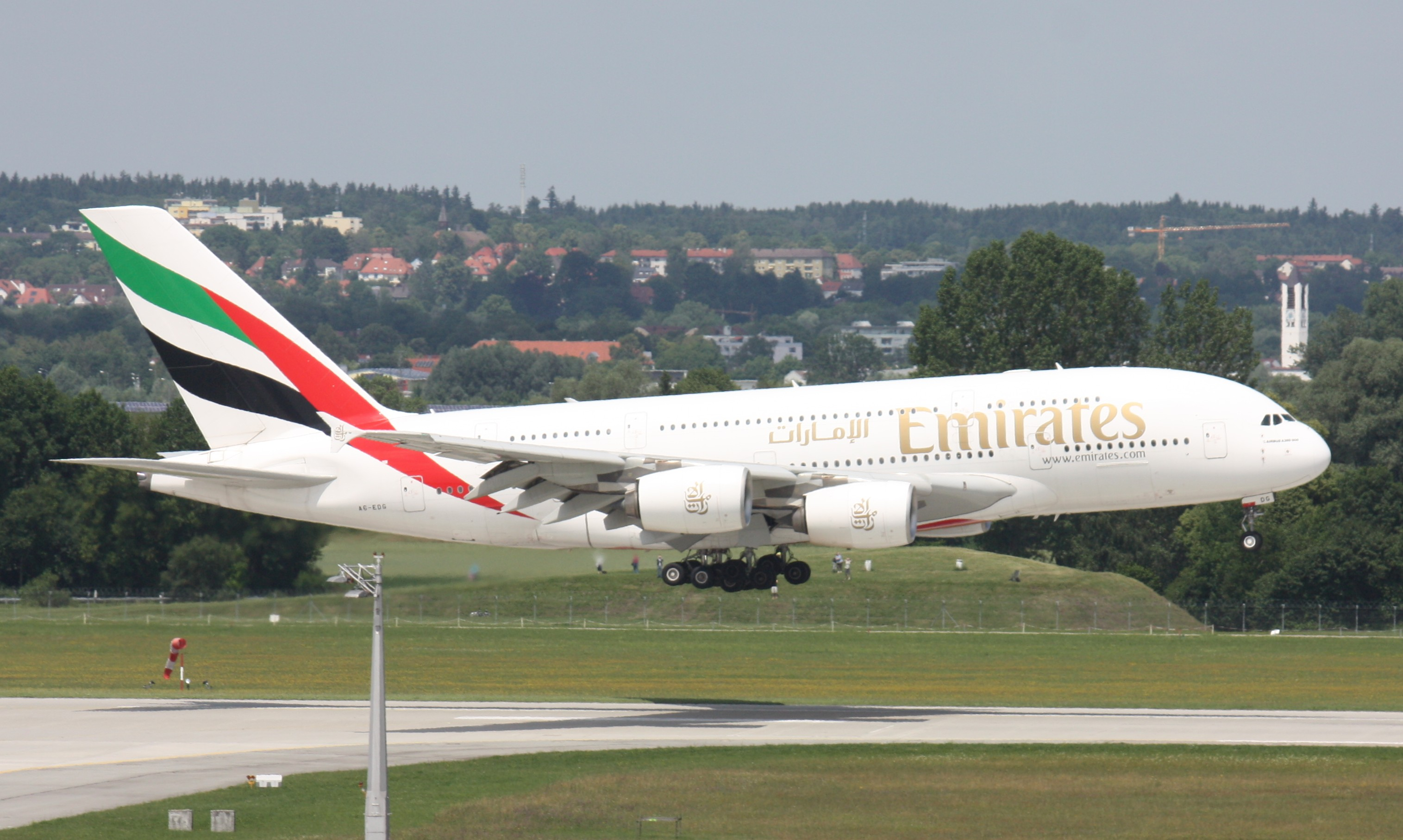
에미레이트 항공 소속 에어버스 A380-800 항공기
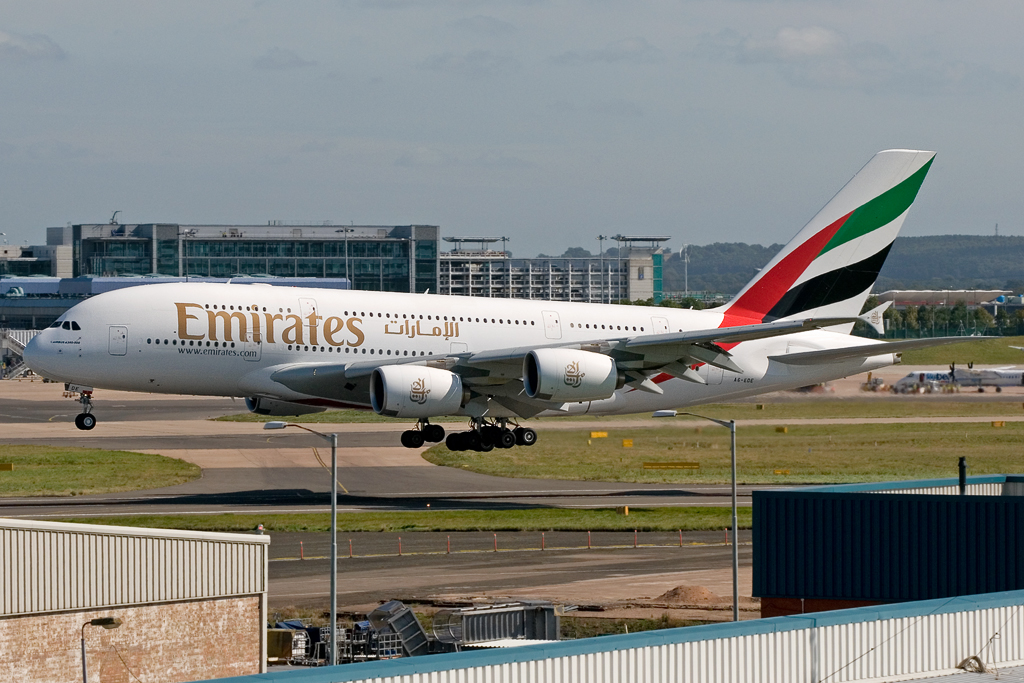
에미레이트 항공 소속 에어버스 A380-800 항공기
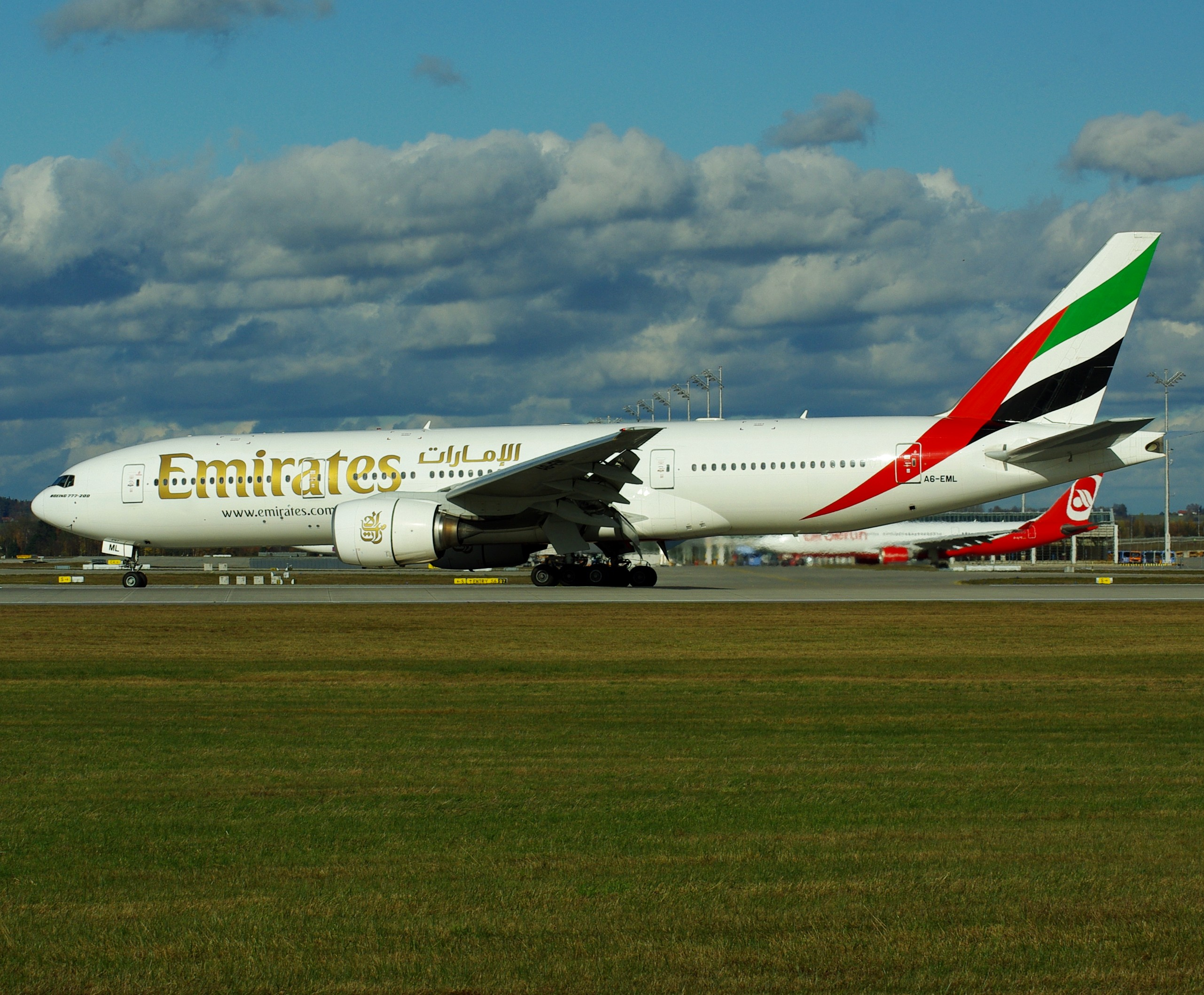
에미레이트 항공 소속 보잉 777-200ER 항공기
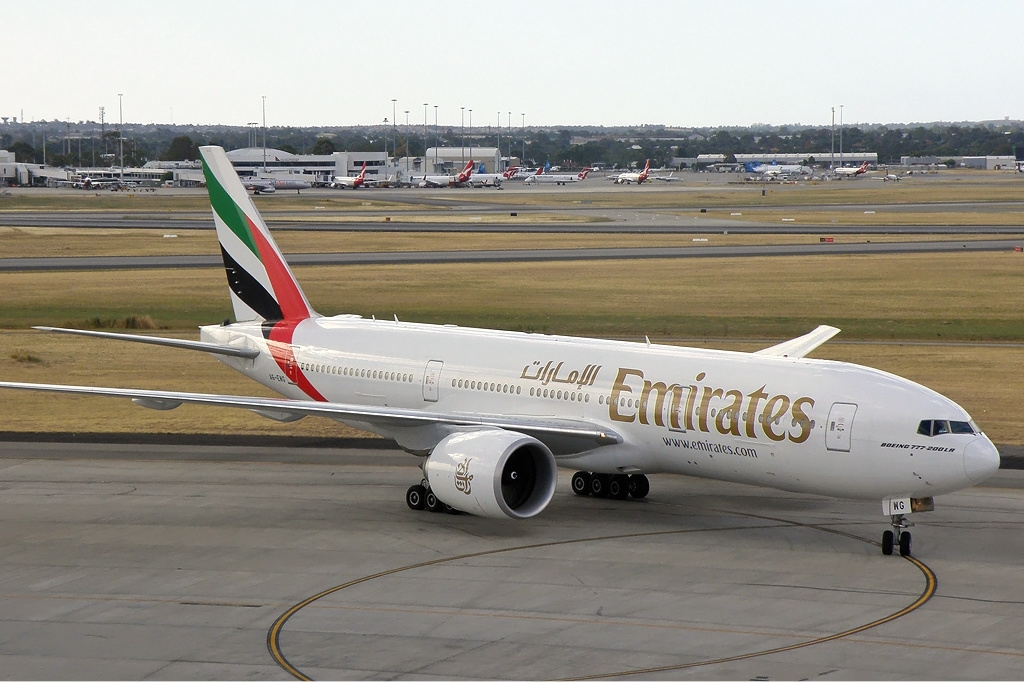
에미레이트 항공 소속 보잉 777-200LR 항공기
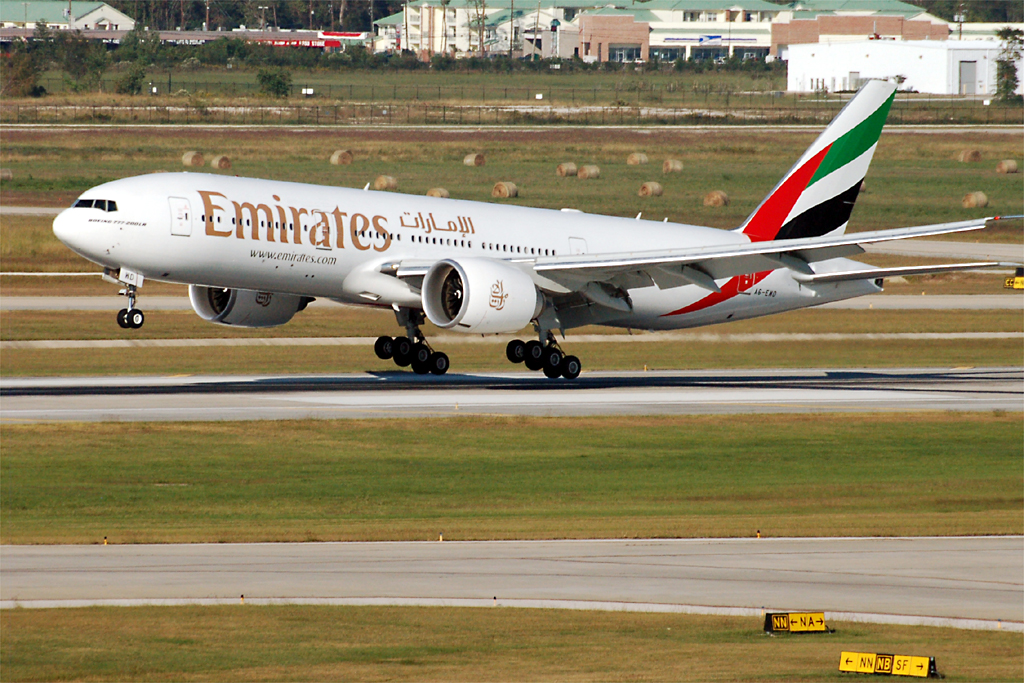
에미레이트 항공 소속 보잉 777-200LR 항공기
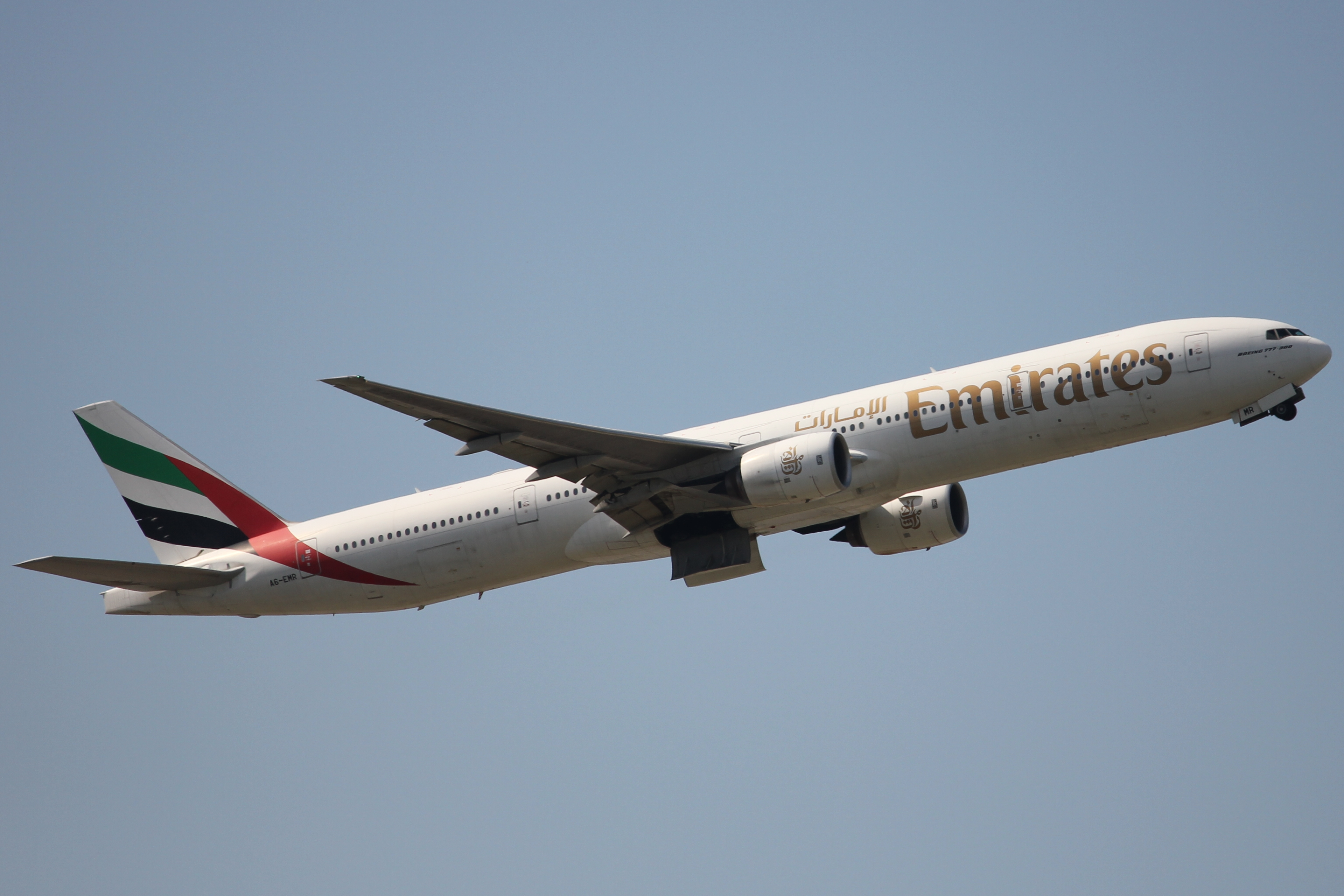
에미레이트 항공 소속 보잉 777-300 항공기
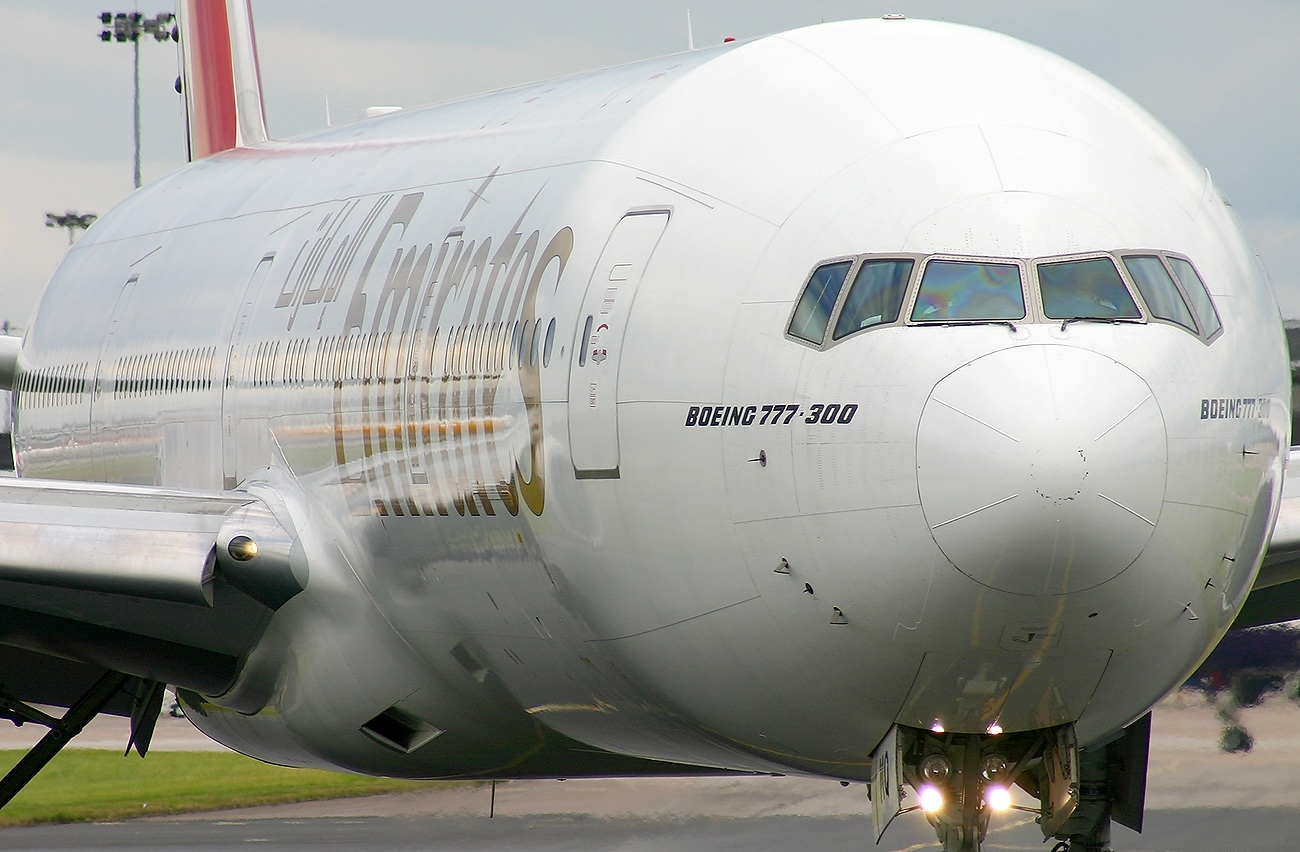
에미레이트 항공 소속 보잉 777-300 항공기
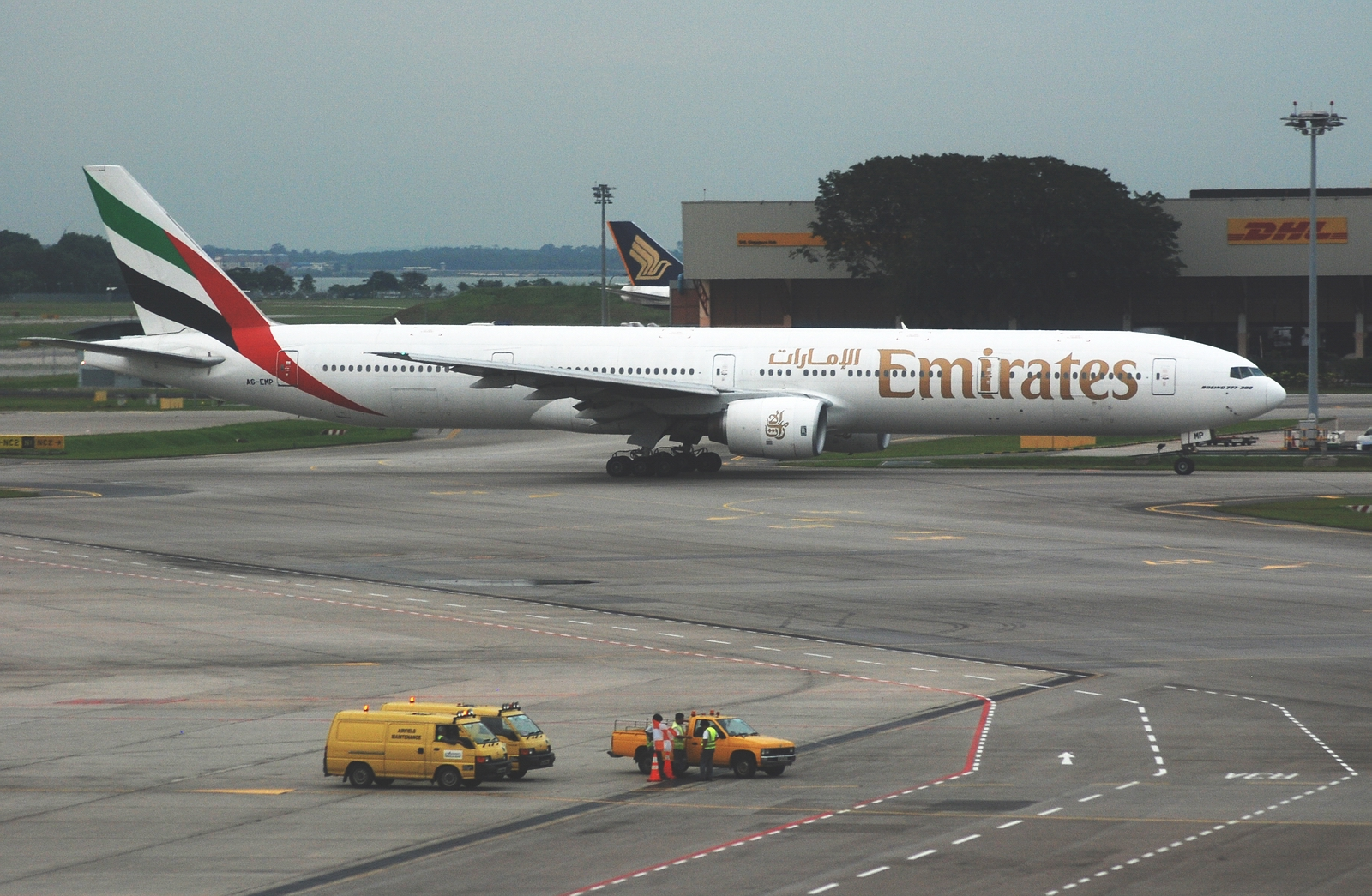
에미레이트 항공 소속 보잉 777-300 항공기
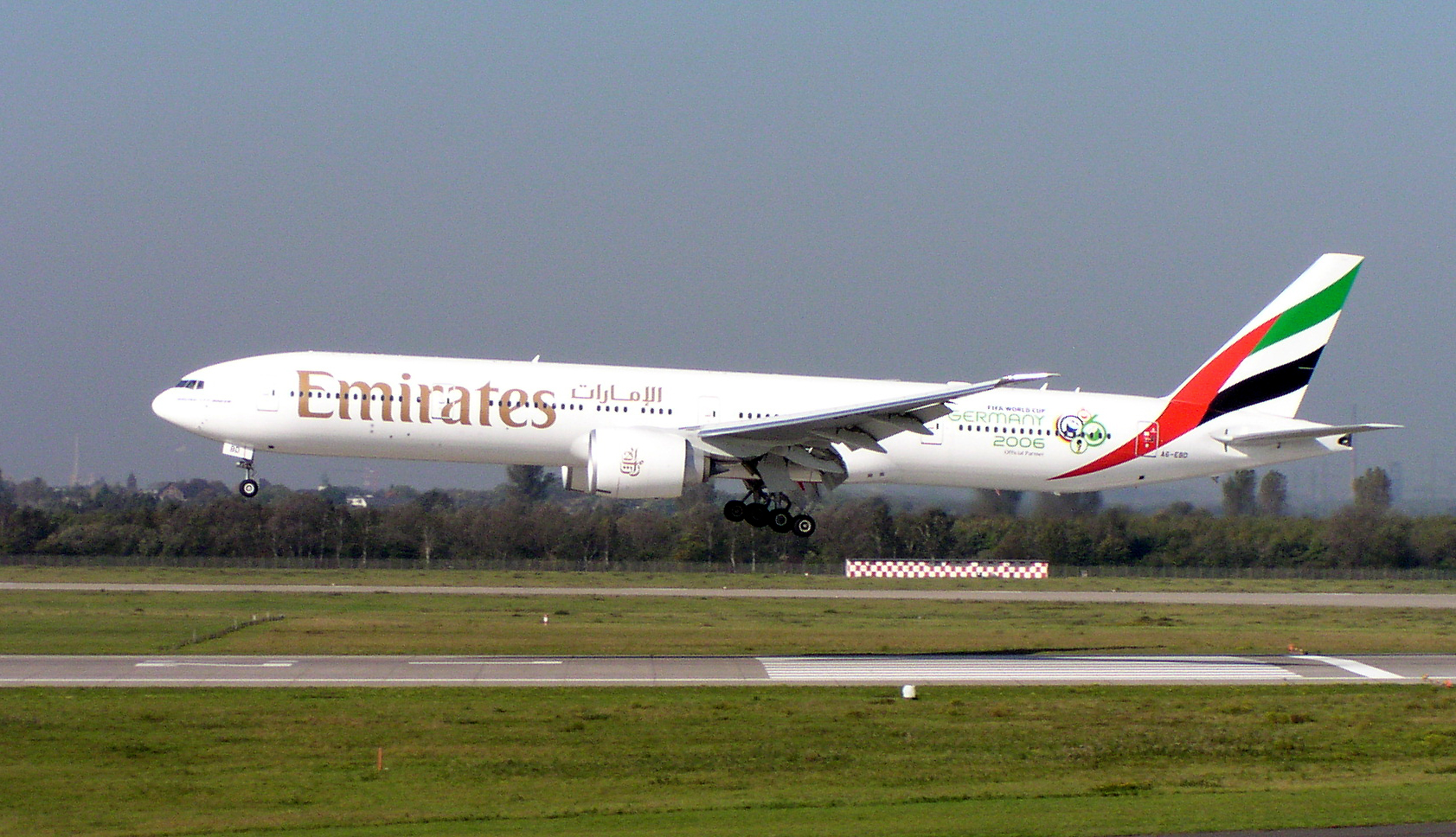
에미레이트 항공 소속 보잉 777-300ER 항공기
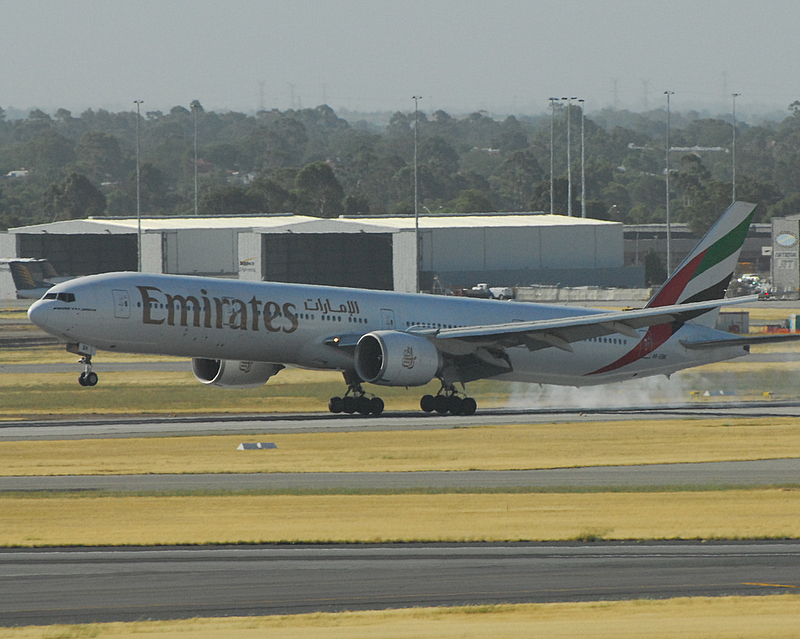
에미레이트 항공 소속 보잉 777-300ER 항공기
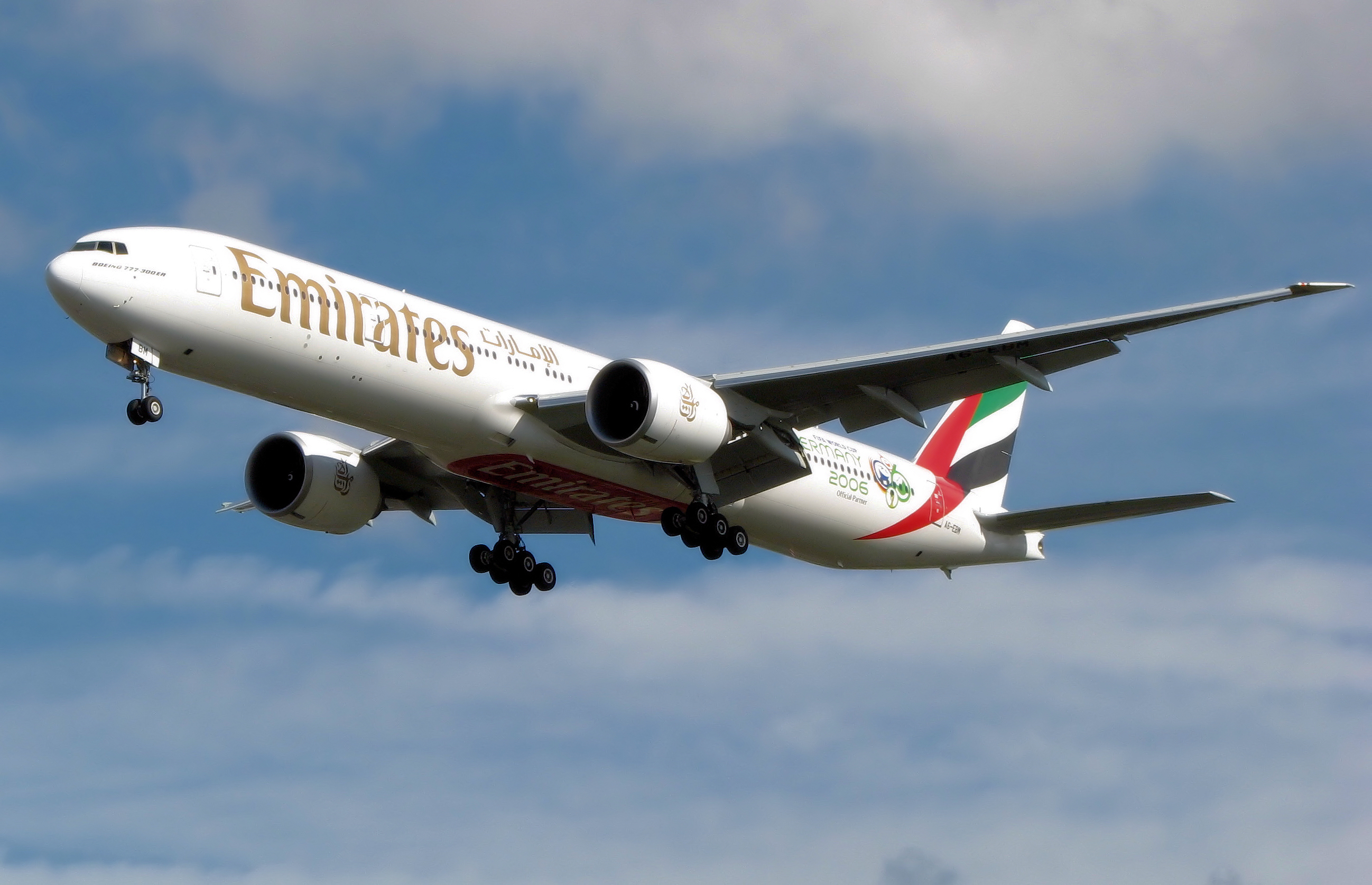
에미레이트 항공 소속 보잉 777-300ER 항공기

## 같이 보기
- 무착륙 비행
- 레알 마드리드 CF
- 아스널 FC
- AC 밀란
- 올림피아코스 FC
- 함부르크 SV
- 파리 생제르맹 FC
- SL 벤피카
- NBA 컵